# دیاکس
دیاکس (به انگلیسی: Diax) یک دوربین عکاسی ۳۵ میلی‌متری ساخت شرکت فوس است.